# Flatland (BMX)

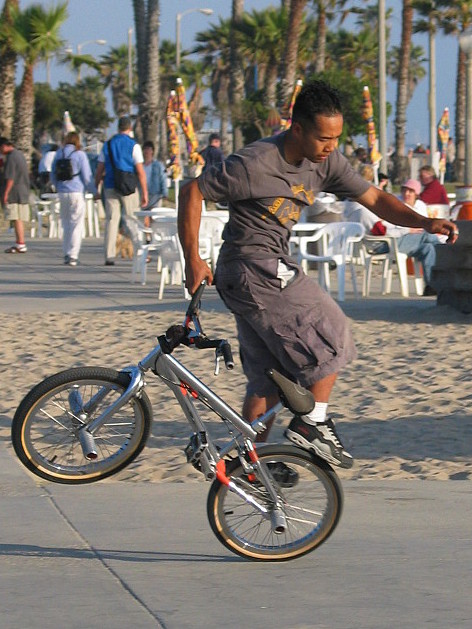
Flatland-BMX-Fahrer in Santa Monica Beach

Flatland ist die Bezeichnung für eine Unterdisziplin des BMX-Freestyle-Sports, bei der Akrobatik am Rad auf flachem Boden stattfindet. Als Sportstätten bieten sich gut asphaltierte Parkplätze an.
Flatland umfasst unterschiedliche Manöver oder Tricks, die theoretisch zu endlosen Kombinationen (Combos) verbunden werden können. Der Übergang zwischen den einzelnen Figuren findet innerhalb weniger Sekunden oder sogar fließend statt. Die meisten BMX-Flatlander kreieren ihre eigenen Tricks, Kombinationen und ihren individuellen Stil.

## Entwicklung
Flatland kristallisiert sich innerhalb der BMX-Familie immer mehr als eigene Sportart heraus, da es sich in Stil und Lebenseinstellung zunehmend vom Rest der BMX-Szene distanziert – ähnlich wie sich in den 1980er Jahren die Disziplin „Race“ vom „Freestyle“ abgrenzte. So waren zu den X Games 2005 in Los Angeles keine Flatlander eingeladen. Aufgrund dieser Entwicklung gründen professionelle Flatlander ihre eigenen Firmen, um nicht mehr auf Sponsoren angewiesen zu sein (z. B. die Firma l'essence, die seit Mitte der 1990er Jahre BMX-Rahmen herstellt und deren Inhaber der Flatlander Alexis Desolneux ist).
Seit einigen Jahren steigern zunehmend mehr Fahrer den Anspruch dieses ohnehin ziemlich schwierigen Balance-Sports, indem sie brakeless (ohne Bremsen) fahren. Einer der Vorreiter dieser Art des Fahrens war Chase Gouin.

## Sportgerät
Ein Flatland-BMX-Rad unterscheidet sich von anderen Freestyle-BMX-Rädern durch ein kürzeres, oft gekreuztes oder gebogenes (oder beides) Ober- und Unterrohr, einen kürzeren Hinterbau des Rahmens, einen kürzeren Vorbau und den vier „Pegs“, den charakteristischen Verlängerungen der Radachsen. In den letzten Jahren kam ein Trend zum Gewichtsparen auf, z. B. durch möglichst kurze Gabeln ohne Vorlauf (bietet auch bessere Kontrolle), kurze Kurbelarme, extrem kleine Kettenblätter (häufig sogar nur 15 Zähne) und schmalere Ketten. Es werden oft Lenker ohne „sweep“ (die anatomisch gerechte Biegung des Lenkers in der Vertikalen) eingesetzt, da dies eine bessere Kontrolle über das Rad ermöglichen soll.
Eine neue Variante des Lenkers sind so genannte „Bar/Stem-Combos“ (Lenker-Vorbau-Kombinationen), bei denen der Lenker bereits am Vorbau festgeschweißt ist.
Für Hinterradtricks unerlässlich ist der „Freecoaster“, eine spezielle Art von Hinterradnabe, die es ermöglicht, dass sich das Hinterrad auch rückwärts drehen kann, ohne die Bewegung über die Kette an die Kurbel weiterzugeben.

## BMX-Show-Inszenierungen
Einige bekannte BMX-Flatland-Rider etablierten sich im Show-Business. Fahrer wie Terry Adams (USA), Chris Böhm (Deutschland), Viki Comez (Spanien) oder Matthias Dandois (Frankreich) vereinen Show und Contest-Alltag. 